# Max Nachtsheim

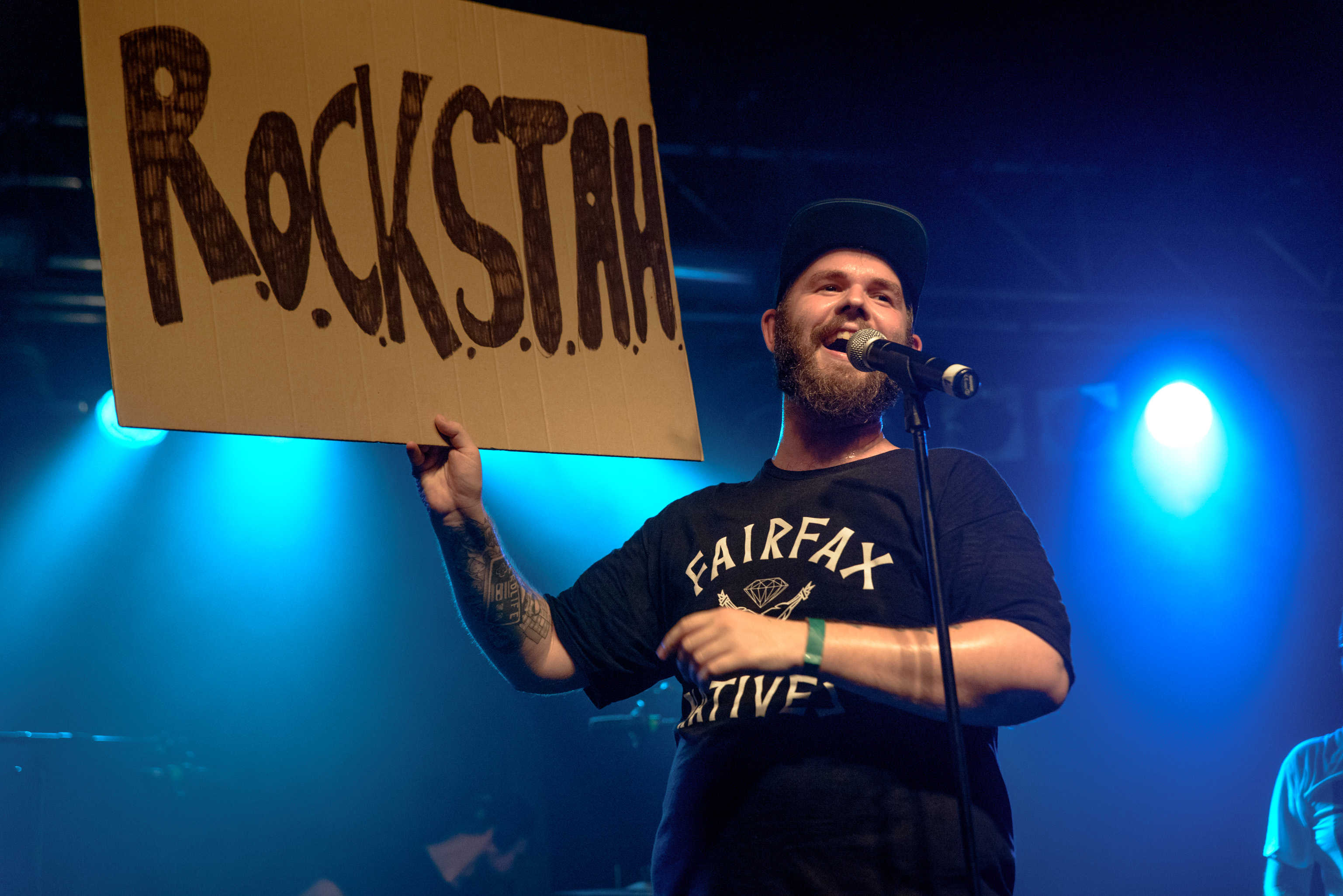
Rockstah 2015 beim Free & Easy Festival

Max Nachtsheim (* 27. Februar 1984 in Rodgau; bürgerlich Max Nicolas Nachtsheim) ist ein deutscher Podcaster, Comedian und Rapper. Als letzteres ist er unter dem Namen Rockstah bekannt.

## Karriere
Rockstah gewann 2005 sein erstes Freestylebattle in Aschaffenburg. Parallel zu seiner Ausbildung zum Mediengestalter schrieb und veröffentlichte er mehrere Demos und Mixtapes. Das 2008 veröffentlichte Mixtape Glamrockrapper wurde rund 10.000-mal heruntergeladen. 2010 folgte das zweite Mixtape Glamrockrapper II und das erste Album Nerdrevolution. In der Folgezeit tourte er mit Olli Banjo, Prinz Pi, den Orsons oder Casper, absolvierte im Dezember 2010 seine erste eigene Tournee und spielte in den Folgejahren auf Festivals wie 2011 auf dem Splash! oder 2012 auf dem Mini-Rock-Festival und Spack! Festival. 2012 tourte er mit Ahzumjot und Cro auf der Crockstahzumjot-Tour. 2014 erschien das Album Pubertät und stieg auf Platz 37 in den deutschen Albencharts ein.
Seit 2014 betreibt er den Podcast Radio Nukular mit Christian Gürnth und Dominik Hammes, welcher sich mit popkulturellen Themen und eigenen Erfahrungen beschäftigt.
2015 startete er einen weiteren Podcast namens Rumble Pack, den er aber Ende 2018 wieder verließ und der nun ohne ihn fortgeführt wird. 2016 startete der Film- und Serienpodcast Im Autokino, den er seitdem mit dem Rapper und Unterhalter Christian Blos zu einem Großprojekt mit Liveauftritten und Tourneen hat wachsen lassen. Von 2015 bis 2017 moderierte er für die Microsoft Xbox das Videoformat Greenscreen, welches sich mit Spieletiteln rund um die Xbox One beschäftigte.
Im November 2016 startete er zusammen mit Dominik Hammes für das Medienangebot funk von ARD und ZDF den Podcast Binge Boys.; ein Podcast der das Serienangebot von funk vorstellte und besprach. Der Podcast wurde trotz stabilen Zuhörerzahlen 2017 von funk eingestellt.
Am 20. August 2018 kündigte er sein neues Album Cobblepot, welches am 26. Oktober erschien, an. Am Tag der Ankündigung veröffentlichte er zudem mit Der Pinguin die erste Singleauskopplung aus seinem neuen Album.
Im Herbst 2019 ging er als Comedian mit seinem Programm Das große Comedycomeback auf Tour.
Sein Vater Henni Nachtsheim wurde als Teil des Comedyduos Badesalz bekannt.

## Diskografie
- 2007: Das Revival der Steckdosenbefruchter (kostenloses Download-Album)
- 2008: Glamrockrapper (Mixtape)
- 2010: Glamrockrapper II (Mixtape)
- 2010: Nerdrevolution
- 2011: Verlorene Kassetten
- 2012: Klick deine Mutter (EP)
- 2014: Pubertät
- 2018: Cobblepot

## Musikvideos
- 2010: Sturmfrei (Regie: Julian Middlebrooks)
- 2011: A-Taste (Regie: Christian Alsan)
- 2012: Klick deine Mutter (Regie: Christian Alsan)
- 2014: Pubertät (Regie: Julian Middle)
- 2014: Astronaut (Regie: Julian Middle)
- 2014: König Aussenseiter (Regie: Julian Middle)
- 2014: Superheldenanzug (Regie: Julian Middle)
- 2018: Der Pinguin (Regie: Christian Alsan)
- 2018: Rote Fässer (Regie: Christian Alsan)
- 2018: Highscore (Regie: Julian Middle, Max Nachtsheim und Marek Bäuerlein)